# Critical taper
De critical taper is een concept uit de mechanica en geodynamica, dat voor elke wig van materiaal in een mechanisch evenwicht een relatie geeft tussen de geometrie van de wig, de mechanische eigenschappen van het materiaal en de krachten die op de wig werken.
In de geodynamica wordt het concept gebruikt om tektonische waarnemingen van accretiewiggen te verklaren. Elke wig heeft een bepaalde "kritische hoek", die afhangt van de materiaaleigenschappen en de op de wig werkende krachten. Als natuurlijke processen (zoals erosie, laterale overschuivingen of afschuivingen, of een toename van het gewicht boven op de wig als gevolg van een stijgende zeespiegel of aangroeiende ijskap) de vorm van de wig veranderen zal de wig intern gaan deformeren om de geometrie van de kritische hoek terug te krijgen. Op die manier kan het critical taper-concept fasen en stijlen van tektoniek in wiggen verklaren.
Een belangrijke aanname bij dit concept is dat de interne deformatie van de wig door frictional gliding of bross breuken plaatsvindt en onafhankelijk is van de temperatuur.

## Mechanische berekening

Schematische weergave van een wig van opgestuwde sedimenten, die over een hellend vlak (in de natuur bijvoorbeeld een ombuigende subducerende plaat) geduwd worden door een kracht _{x}. Bij mechanisch evenwicht zullen de tegenwerkende krachten parallel aan de basis van de wig (aangegeven met een rode pijl) even groot zijn als de duwende kracht. De materiaaleigenschappen van het sediment en grootte van de krachten bepalen de kritische hoek van de wig.

Om het principe van de kritische hoek van de wig op te laten gaan, moet sprake zijn van mechanisch evenwicht: de compressionele aanduwende kracht moet even groot zijn als de tegenwerkende krachten.

### Tegenwerkende krachten
De krachten die tegen de duwende kracht inwerken zijn het gewicht van de wig zelf, het gewicht van een eventuele kolom water boven de wig en de frictieweerstand aan de basis van de wig (dit is de schuifweerstand in de basis {\displaystyle \tau _{b}}). Mechanisch evenwicht betekent dan:
tegenkracht van de wig + tegenkracht van het water + {\displaystyle \tau _{b}} = tektonische duwkracht
De eerste termen is de tegenkrachten als gevolg van het gewicht van de wig en het water parallel aan de basis van de wig. De totale zwaartekracht op de wig is de dichtheid van de wig ({\displaystyle \rho }) maal de valversnelling (g), op een oppervlak met dimensies dx en dy (eenheidsvectoren). Om de component parallel aan de basis van de wig uit te rekenen moet dit nog vermenigvuldigd worden met de sinus van de hellingshoek van de basis (sin{\displaystyle \beta }):
tegenkracht van de wig = {\displaystyle \rho gHsin\beta }
De tweede tegenkracht wordt veroorzaakt door het gewicht van een eventuele waterkolom. Accretiewiggen voor subductiezones liggen normaal gesproken grotendeels onder water, het gewicht van dit water boven op de wig kan significant zijn. Het gewicht van de waterkolom is de hydrostatische druk onderaan de kolom. Deze wordt vermenigvuldigd met een factor {\displaystyle \alpha +\beta } (de hoek tussen de top en de basis van de wig) om de component parallel aan de basis van de wig te krijgen. De hydrostatische druk wordt berekend met de dichtheid van het water ({\displaystyle \rho _{w}}) en de zwaartekrachtsversnelling (g):
tegenkracht van het water = {\displaystyle \rho _{w}gDsin(\alpha +\beta )}
De derde tegenkracht ({\displaystyle \tau _{b}}, de schuifweerstand in de basis van de wig) kan worden berekend met het criterium van Mohr-Coulomb:
{\displaystyle \tau _{b}=S_{0}+\mu (\sigma _{n}-P_{f})}
Waarin S0 de interne cohesie van het materiaal in de basis van de wig is, {\displaystyle \mu } de interne wrijvingscoëfficiënt, {\displaystyle \sigma _{n}} de normaalspanning en Pf de poriëndruk. Al deze parameters bepalen samen de weerstand tegen schuif in de basis.

### Mechanisch evenwicht
Mechanisch evenwicht betekent dat de duwende kracht even groot is als de tegenoverstaande krachten. In formules betekent dit:
{\displaystyle \rho gHsin\beta +\rho _{w}gDsin(\alpha +\beta )+\tau _{b}={\frac {d}{dx}}\int _{0}^{H}\sigma _{x}dz}
De duwende kracht wordt verondersteld te werken op een oppervlak met de hoogte van de wig, H. Daarom is het de integraal van de kracht over de hoogte van de wig, waarbij z de richting loodrecht op de basis van de wig is (parallel aan H).